# Chisone
Il Chisone (Ciuson in piemontese, Cluson in occitano e francese) è un torrente, tributario del fiume Po attraverso il torrente Pellice, di lunghezza di circa 55 km. Nonostante sia definito torrente non ha periodi di secca nel corso dell'anno. Il suo percorso si sviluppa interamente nella città metropolitana di Torino.

## Percorso

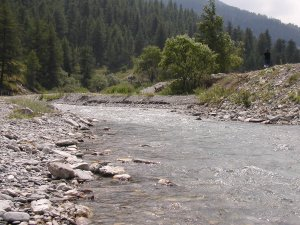
Il Chisone presso Pragelato

Nasce dalle Alpi Cozie e precisamente alle falde del monte Barifreddo (3.028 metri s. l.m.). Scende in direzione N-O lungo la Val Troncea al centro dell'omonimo Parco naturale e compie un ampio semicerchio verso nord, raccoglie le acque del torrente Chisonetto che scorre sotto il colle del Sestriere e gira quindi verso N-E attorno al monte Albergian (3.041 metri s.l.m.), quindi scende lungo la valle cui dà il nome limitando così da sud il Parco naturale Orsiera-Rocciavrè. Dopo essere stato sbarrato in comune di Usseaux dando origine al piccolo lago di Pourrieres, transita per il paese di Fenestrelle (1.154 metri s.l.m.), riceve nei pressi di Perosa Argentina le acque del torrente Germanasca e sbocca nella pianura nei pressi di Pinerolo, la città più importante che incontra sul suo percorso. Infine si unisce al Pellice, nel comune di Cavour, circa una quindicina di chilometri a sud-est di Pinerolo.

## Principali affluenti
- In destra idrografica:
  - Germanasca, che percorre l'omonima vallata;
  - Risigliardo (rio Rusillard), che raccoglie le acque della conca di Pramollo e confluisce nel Chisone a San Germano;
  - rio Turinella, che bagna l'omonima valletta e giunge al Chisone a Ponte Palestro (San Germano Chisone).
- In sinistra idrografica:
  - Chisonetto, che scendendo dal colle di Sestriere confluisce nel Chisone a Pattemouche;
  - rio Agrevo, che scorre nella media valle e confluisce nel Chisone in comune di Perosa Argentina;
  - rio del Gran Dubbione, che scorre nell'omonimo vallone e confluisce nel Chisone a Pinasca.

## Territori comunali interessati

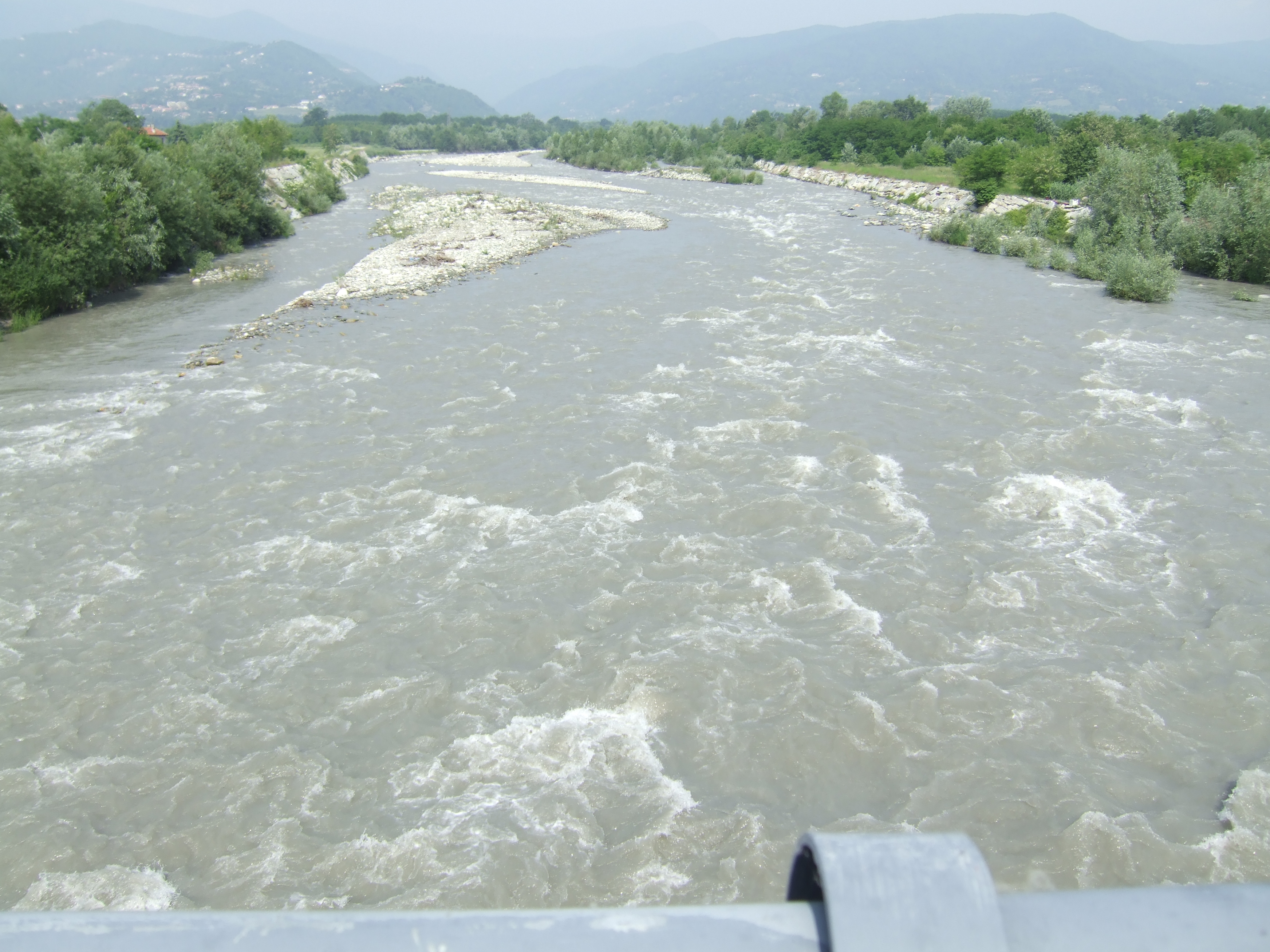
Il Chisone dal ponte stradale e ferroviario di Pinerolo

Da monte a valle i comuni interessati dal passaggio del torrente sono: 
- Pragelato, Usseaux, Fenestrelle, Roure, Perosa Argentina, Pomaretto, Inverso Pinasca, Pinasca, Villar Perosa, San Germano Chisone, Porte, Pinerolo, San Secondo di Pinerolo, Osasco, Macello, Garzigliana, Cavour